# Lange Gasse 31 (Quedlinburg)

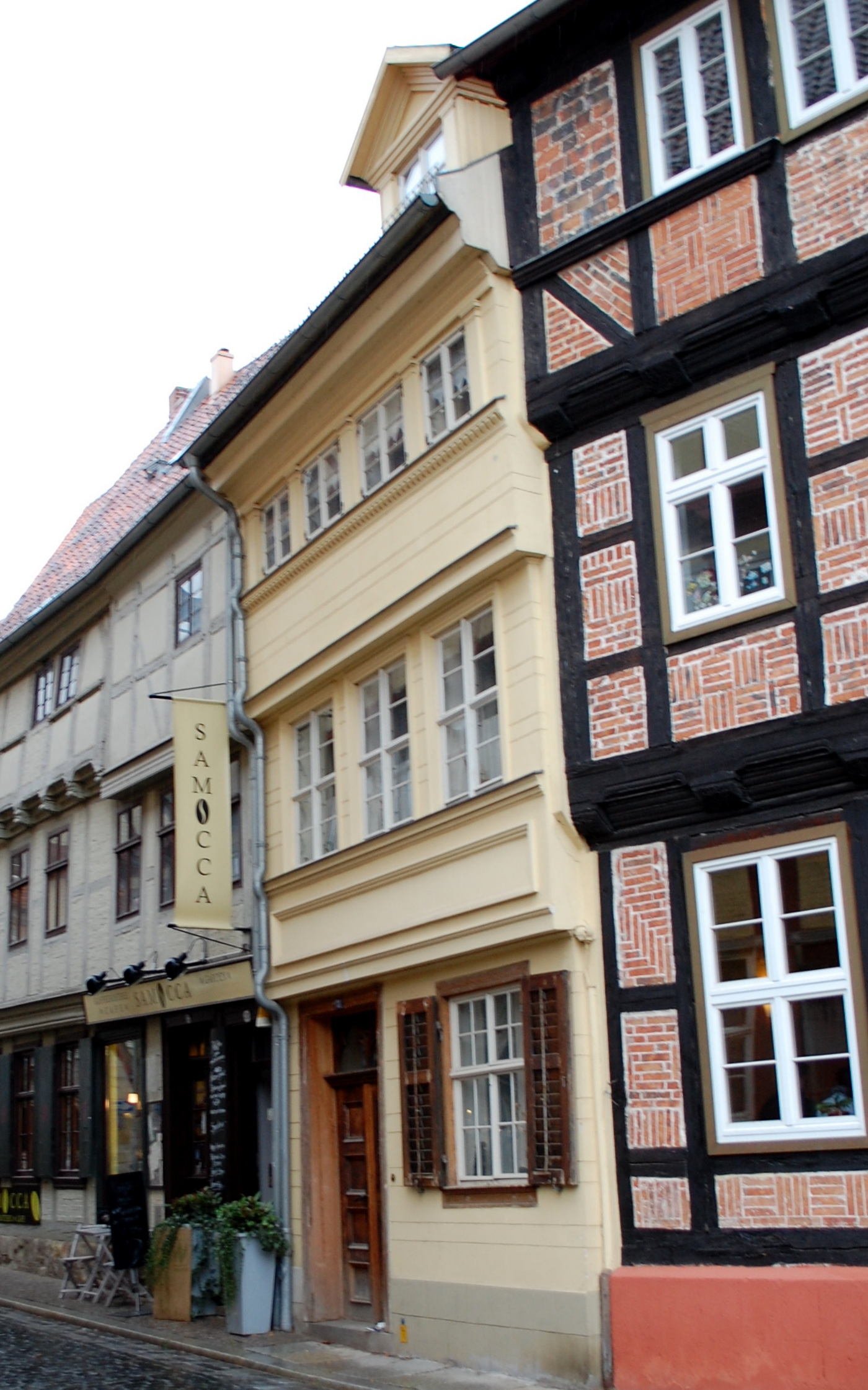
Haus Lange Gasse 31

Das Haus Lange Gasse 31 ist ein denkmalgeschütztes Gebäude in Quedlinburg in Sachsen-Anhalt.

## Lage
Das im Quedlinburger Denkmalverzeichnis als Wohnhaus eingetragene Gebäude befindet sich im Quedlinburger Stadtteil Westendorf und gehört zum UNESCO-Weltkulturerbe. Südlich grenzt das gleichfalls denkmalgeschützte Haus Lange Gasse 30, nördlich das Haus Lange Gasse 32 an.

## Architektur und Geschichte
Das dreigeschossige verputzte Fachwerkhaus entstand in seinem Kern um 1620. Die Gestaltung der Fassade wurde etwa um 1820 verändert. Das Gebäude präsentiert sich schlicht. Die Haustür des Gebäudes wurde im Stil der Neogotik erstellt.